# Rue Francis-de-Croisset
La rue Francis-de-Croisset est une voie du 18e arrondissement de Paris, en France.

## Situation et accès
La rue Francis-de-Croisset est une voie publique située dans le 18e arrondissement de Paris. Elle débute rue Jean-Cocteau et se termine au 16, avenue de la Porte-de-Clignancourt.

## Origine du nom

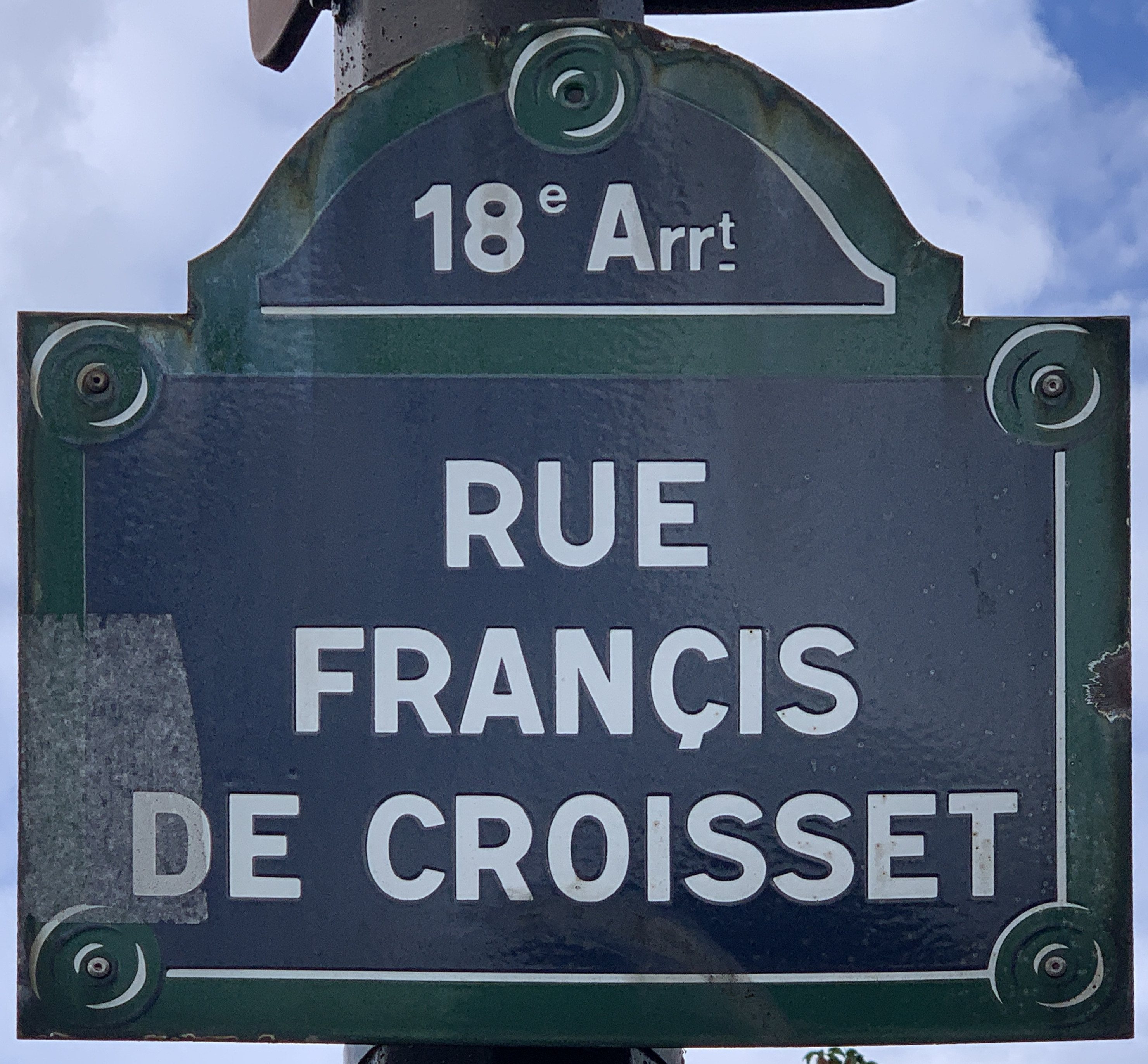
Plaque de la rue.

Elle porte le nom de l'écrivain français d'origine belge Francis de Croisset (1877-1937).

## Historique
Une partie de cette voie située entre la rue Ginette-Neveu et l'avenue de la Porte-de-Clignancourt a été détachée de la rue Ginette-Neveu. L'autre partie a été ouverte par la Ville de Paris en 1956 sous le nom de « voie V/18 ». L'ensemble des deux sections a été dénommé « rue Francis-de-Croisset » par un arrêté du 28 août 1964.

## Bâtiments remarquables et lieux de mémoire
- No 9 : lycée professionnel public François-Rabelais.